# Station Szczepki
Station Szczepki is een spoorwegstation in de Poolse plaats Szczepki.